# Ťin-čcheng (Šan-si)
Ťin-čcheng (čínsky pchin-jinem Jìnchéng, znaky zjednodušené 晋城, tradiční 晉城) je městská prefektura v provincii Šan-si v Čínské lidové republice. Má rozlohu 9410 kilometrů a k roku 2020 v ní žilo přibližně 2,2 miliónu obyvatel, z toho více než půl miliónu v městském jádře.

## Poloha
Ťin-čcheng leží na jihovýchodě provincie Šan-si a na jihu a východě sousedí s provincií Che-nan. V rámci provincie Šan-si sousedí na severu s Čchang-č’, na severozápadě s Lin-fenem a na západě s Jün-čchengem.

## Administrativní členění
Městská prefektura Ťin-čcheng se člení na šest celků okresní úrovně, a sice jeden městský obvod, jeden městský okres a čtyři okresy.
| Čcheng městský okres · Kao-pching okres · Ce-čou okres · Čchin-šuej okres · Jang-čcheng okres · Ling-čchuan |        |                       |                    |                                  |
| Název | Název  | Počet obyvatel (2020) | Rozloha km² (2020) | Hustota zalidnění (obyv. na km²) |
| český přepis                                                                                                | znaky  | Počet obyvatel (2020) | Rozloha km² (2020) | Hustota zalidnění (obyv. na km²) |
| Městský obvod                                                                                               |        |                       |                    |                                  |
| Čcheng | 城区   | 574 665               | 143                | 4 017                            |
| Městský okres                                                                                               |        |                       |                    |                                  |
| Kao-pching                                                                                                  | 高平市 | 453 054               | 993                | 456                              |
| Okresy |        |                       |                    |                                  |
| Ce-čou | 泽州县 | 414 999               | 2 036              | 204                              |
| Čchin-šuej                                                                                                  | 沁水县 | 196 528               | 2 623              | 75                               |
| Jang-čcheng                                                                                                 | 阳城县 | 350 474               | 1 936              | 181                              |
| Ling-čchuan                                                                                                 | 陵川县 | 204 825               | 1 680              | 122                              |
| |        |                       |                    |                                  |
| Celkem | Celkem | 2 194 545             | 9 410              | 233                              |

## Doprava
Přes Ťin-čcheng vede železniční trať Tchaj-jüan – Ťiao-cuo z Tchaj-jüanu, hlavního města provincie Šan-ci, do Ťiao-cuo v provincii Che-nan.

## Hospodářství
Oblast je významná těžbou antracitu.